# Македония (1896 – 1897)
Вижте пояснителната страница за други значения на Македония.
„Македония“ с подзаглавие Орган на неосвободените е български вестник, редактиран от Георги Николов и излизал от 1896 до 1897 година.

## История
Вестникът започва да излиза на 14 декември 1896 година. Печата се в печатницата на Ив. Говедаров, София. Излизат общо 38 броя.
Изразява позициите на отцепническия Македонски комитет около Наум Тюфекчиев, отделил се от Македонската организация на Втория македонски конгрес през декември 1895 година и на подкрепящото го софийско дружество „Св. Стефанска България“ на Спиро Петков. Вестникът критикува остро тактиката на Върховния македонски комитет, като провъзгласява въстанието за най-добро средскто за решаване на Македонския въпрос, макар и да твърди, че за това е необходима първоначално дълга подготовка чрез българското училище и църква.
| „ | Най-напред трябва едно търпеливо, ако и бавно събуждане на масата в Македония и довеждането ѝ до национално съзнание. Това е единственият и сигурен път за спасението ни. По него вървят сърбите, гърците и ромъните, по него трябва да вървим и ний, да подготвим народа за самостоятелна борба и когато настъпи благоприятен момент, да сме готови да го оползотворим. | “ |

Вестникът следва македонската политиката на народняшкото правителство на Константин Стоилов. Георги Николов е бивш журналист от официоза „Мир“, а министърът на просветата Константин Величков и редактора на „Мир“ Димитър Попов оказват силна подкрепа на вестника. „Македония“ се набира в печатницата на „Мир“, а провинциалният му абонамент се събира от агентите на „Мир“.
Към 1910 година Георги Николов продължава да е активен сътрудник на вестник „Мир“.